# ホル・アハ
ホル・アハ（Hor-Aha）は、古代エジプトのエジプト第1王朝のファラオ。前31世紀頃に実在したと考えられている。埋葬地はアビドス。
前31世紀頃に上下エジプトを統一したナルメルの子である。ホル・アハは62年間在位したらしいが伝承によると、彼はセト神の化身であるカバに殺されたという。
ホル・アハが何者であったかについては、これまで議論が交わされてきた。彼の実名はメネスであり、彼こそがエジプトの統一者であるという意見がある一方、エジプトを統一したナルメルと王妃ネイトヘテプとの間の子であるという説もある。その母ネイトヘテプは、ホル・アハの治世中に亡くなったと考えられている。